# HLN (방송국)

HLN(Headline News)은 1982년 개국한 미국의 케이블 TV 뉴스 채널로, CNN의 부속 채널이다.

## 연혁
1982년 테드 터너가 CNN 개국 19개월 만에 HLN을 설립했다. 초기 이름은 CNN 2로, 곧 CNN Headline News로 이름을 바꾸었다. 인터뷰와 토론, 심층 보도를 방송하는 CNN을 대신해 30분 단위의 스트레이트 뉴스 프로그램을 편성, 시청자들이 쉽게 최신 뉴스를 볼 수 있게 했다.
인터넷의 보급으로 기존의 프로그램들의 시청률이 떨어지자 HLN은 여러 프로그램들을 실험했다. 2005년부터 와이드 형태의 대중 문화 뉴스 프로그램과 인터뷰, 토론 프로그램 등을 방송하기 시작했다. 가장 성공적인 프로그램은 낸시 그레이스가 진행하는 선정적인 범죄 프로그램이었다.
2000년대 중반부터 아시아와 카리브해, 남아메리카 일부에서도 케이블 TV와 위성 방송을 통해 시청할 수 있게 되었다.
2022년 모기업 워너 브라더스 디스커버리의 구조조정으로 독자적인 뉴스 생방송을 중단되었다. HLN은 범죄 프로그램에 집중할 것이라 발표했다.